# Frketić Selo
Frketić Selo – wieś w Chorwacji, w żupanii karlowackiej, w gminie Netretić. W 2011 roku liczyła 74 mieszkańców.